# Marcos Armas
Marcos Rafael Armas Ruiz (Puerto Píritu, estado Anzoátegui - 5 de agosto de 1969) es un ex primera base venezolano de las Grandes Ligas de Béisbol que jugó para los Atléticos de Oakland durante la temporada de 1993. Es medio hermano del ex jardinero Tony Armas y tío del lanzador Tony Armas Jr.
En una temporada con Oakland, Armas bateó .194 (6 de 31), con un jonrón, dos dobles, siete carreras y una carrera impulsada en 15 juegos. Debutó el 25 de mayo de ese año bateando de 4-0 contra los Mellizos de Minnesota. Al día siguiente, bateó su único jonrón como grandeliga, contra el lanzador George Tsamis. El batazo fue en el Alameda County Coliseum de Oakland en el noveno inning.para recortar la diferencia en un juego que su equipo perdió 12 carreras por 11.
En Venezuela, participó en seis temporadas de la Liga Venezolana de Béisbol Profesional desde 1991 a 1998, con Cardenales de Lara y Caribes de Oriente.
En Caribes permaneció por tres temporadas, teniendo su mejor año en la 1991-1992 cuando bateó promedio .326 al  conectar de 190-62, con 9 jonrones y 34 carreras impulsadas.
Posteriormente pasó al roster de Cardenales en la campaña 1994-1995. Destaca el partido en el que conectó dos cuadrangulares frente a las Águilas del Zulia, en el Antonio Herrera Gutiérrez, de Barquisimeto, el 1 de noviembre de 1994, ante los envíos de Mike Anderson y el segundo frente a Omar Bencomo. Ese año, además impuso los topes de su carrera en jonrones y carreras remolcadas. En total bateó para 276, con 50 hits en 181 oportunidades, anotó 21 carreras, remolcó 39 y 11 jonrones.
Los problemas en las rodillas truncaron su desarrollo antes de cumplir los 30 años de edad. En la 1995-1996 no jugó en la ronda eliminatoria y apenas tomó un turno en la semifinal y siete en la final, en la 1996-1997 tuvo 121 turnos y en la 1997-1998 apareció en el plato 86 veces. Ese año pudo celebrar el campeonato con los larenses, pero no jugó en la final ganada a los Leones del Caracas.